# Groupement sportif des pétroliers
 (septembre 2017).
Si vous disposez d'ouvrages ou d'articles de référence ou si vous connaissez des sites web de qualité traitant du thème abordé ici, merci de compléter l'article en donnant les références utiles à sa vérifiabilité et en les liant à la section « Notes et références ».
Pour les articles homonymes, voir GSP.
Le Groupement sportif des pétroliers (GSP) est un club omnisports algérien fondé le 2 juin 2008. Il représente la grande compagnie pétrolière nationale Sonatrach.

## Histoire
Le 2 juin 2008, treize des quatorze sections du club sont rachetés par Sonatrach pour former le Groupement sportif des pétroliers. Seul le football continue alors à évoluer en tant que MCA.
Le 5 août 2020, la fusion entre le GSP et le MC Alger a été approuvée à l’unanimité lors d'une assemblée générale extraordinaire et les treize sections retrouvent ainsi le giron du Mouloudia Club d'Alger.

## Sections sportives
- Basket-ball - Groupement sportif des pétroliers (basket-ball)
- Boxe - Groupement sportif des pétroliers (boxe)
- Cross-country - Groupement sportif des pétroliers (cross-country)
- Cyclisme - Équipe cycliste Groupement sportif des pétroliers Algérie
- Handball - Groupement sportif des pétroliers (handball)
- Judo - Groupement sportif des pétroliers (judo)
- Karaté - Groupement sportif des pétroliers (karaté)
- Natation - Groupement sportif des pétroliers (natation)
- Volley-ball - Groupement sportif des pétroliers (volley-ball)
- Escrime - Groupement sportif des pétroliers (escrime)
- Athlétisme - Groupement sportif des pétroliers (athlétisme)
- Haltérophilie - Groupement sportif des pétroliers (haltérophilie)